# Leichtathletik-Europameisterschaften 1969/100 m der Frauen

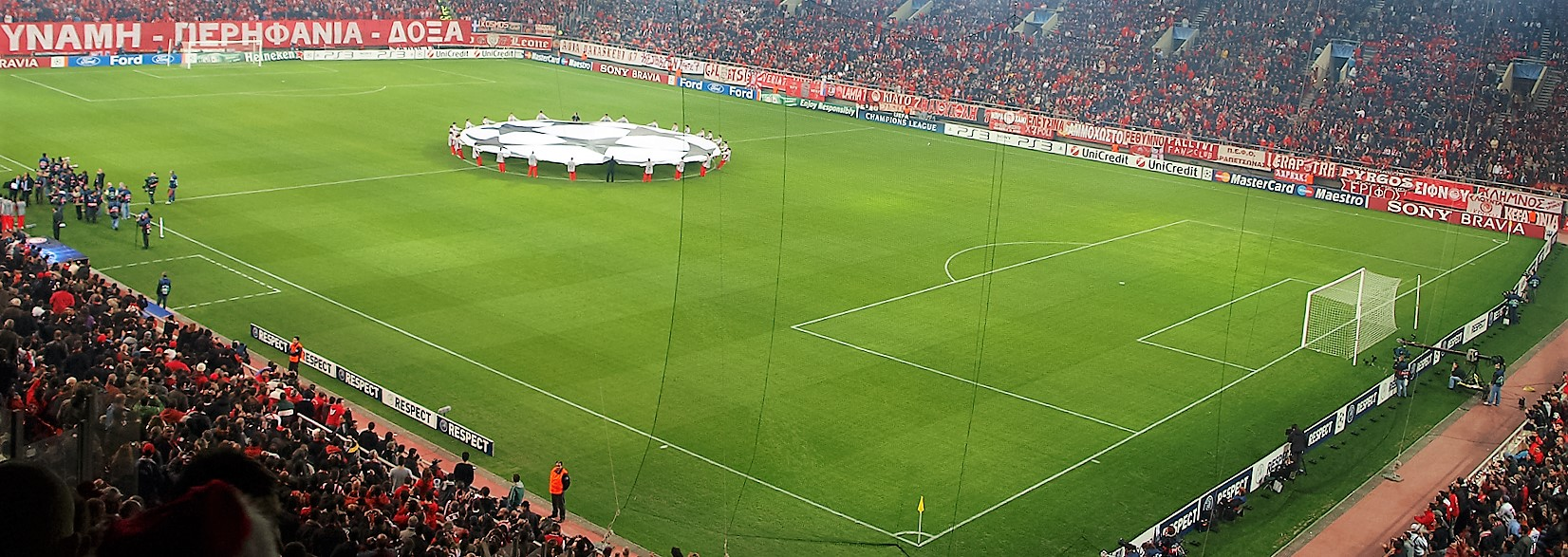
Das Karaiskakis-Stadion im Jahr 2009

Der 100-Meter-Lauf der Frauen bei den Leichtathletik-Europameisterschaften 1969 wurde am 16. und 17. September 1969 im Athener Karaiskakis-Stadion ausgetragen.
Europameisterin wurde die DDR-Sprinterin Petra Vogt. Sie gewann vor der Niederländerin Wilma van den Berg. Bronze ging an die Britin Anita Neil.

## Bestehende Rekorde
| Weltrekord   | 11,1 s | Irena Kirszenstein    | Prag, Tschechoslowakei (heute Tschechien)              | 9. Juli 1965       |
| Weltrekord   | 11,1 s | Wyomia Tyus           | Kiew, Sowjetunion (heute Ukraine)                      | 31. Juli 1965      |
| Weltrekord   | 11,1 s | Barbara Ferrell       | Santa Barbara, USA                                     | 2. Juli 1967       |
| Weltrekord   | 11,1 s | Ljudmila Samotjossowa | Leninakan, Sowjetunion (heute Gjumri, Armenien)        | 15. August 1968    |
| Weltrekord   | 11,1 s | Irena Kirszenstein    | Olympische Spiele Mexiko-Stadt, Mexiko – Viertelfinale | 14. Oktober 1968   |
| Weltrekord   | 11,1 s | Wyomia Tyus           | Olympische Spiele Mexiko-Stadt, Mexiko – Finale        | 15. Oktober 1968   |
| Europarekord | 11,1 s | Irena Kirszenstein    | Prag, Tschechoslowakei (heute Tschechien)              | 9. Juli 1965       |
| Europarekord | 11,1 s | Irena Kirszenstein    | Olympische Spiele Mexiko-Stadt, Mexiko – Viertelfinale | 14. Oktober 1968   |
| EM-Rekord    | 11,4 s | Jutta Heine           | EM Belgrad, Jugoslawien – Halbfinale                   | 13. September 1962 |
| EM-Rekord    | 11,4 s | Ewa Kłobukowska       | EM Budapest, Ungarn – Vorlauf                          | 30. August 1966    |
| EM-Rekord    | 11,4 s | Ewa Kłobukowska       | EM Budapest, Ungarn – Halbfinale                       | 31. August 1966    |

In allen Rennen des 100-Meter-Laufs hatten es die Athletinnen mit deutlichen Gegenwindverhältnissen zu tun. So war der bestehende EM-Rekord bei diesen Europameisterschaften ungefährdet und blieb unerreicht. Die schnellste Zeit von 11,6 s lief die neue Europameisterin Petra Vogt aus der DDR zweimal:
- zweiter Vorlauf am 16. September bei einem Gegenwind von 2,8 m/s
- Finale am 17. September bei einem Gegenwind von 0,4 m/s

Damit verfehlte sie den Meisterschaftsrekord um zwei Zehntelsekunden. Der Welt- und Europarekord war fünf Zehntelsekunden entfernt.

## Vorrunde
16. September 1969, 20.20 Uhr
Die Vorrunde wurde in vier Läufen durchgeführt. Die ersten vier Athletinnen pro Lauf – hellblau unterlegt – qualifizierten sich für das Halbfinale.

### Vorlauf 1
Wind: −3,1 m/s
| Platz | Name                | Nation    | Zeit (s) |
| ----- | ------------------- | --------- | -------- |
| 1     | Karin Balzer        | DDR       | 11,9     |
| 2     | Else Hadrup         | Dänemark  | 12,0     |
| 3     | Mirosława Sarna     | Polen     | 12,0     |
| 4     | Mariana Goth        | Rumänien  | 12,2     |
| 5     | Anne Van Rensbergen | Belgien   | 12,2     |
| 6     | Iwanka Wenkowa      | Bulgarien | 12,6     |

### Vorlauf 2
Wind: −2,8 m/s
| Platz | Name                 | Nation         | Zeit (s) |
| ----- | -------------------- | -------------- | -------- |
| 1     | Petra Vogt           | DDR            | 11,6     |
| 2     | Anita Neil           | Großbritannien | 11,9     |
| 3     | Danuta Jędrejek      | Polen          | 12,1     |
| 4     | Galina Mitrochina    | Sowjetunion    | 12,2     |
| 5     | Dominique Descatoire | Frankreich     | 12,7     |
| 6     | Annette Berger       | Luxemburg      | 12,9     |
| 7     | Kristín Jónsdóttir   | Island         | 13,3     |

### Vorlauf 3
Wind: −3,5 m/s
| Platz | Name                   | Nation           | Zeit (s) |
| ----- | ---------------------- | ---------------- | -------- |
| 1     | Val Peat               | Großbritannien   | 12,0     |
| 2     | Regina Höfer           | DDR              | 12,1     |
| 3     | Eva Glesková           | Tschechoslowakei | 12,2     |
| 4     | Nadeschda Besfamilnaja | Sowjetunion      | 12,3     |
| 5     | Mona-Lisa Strandvall   | Finnland         | 12,4     |

### Vorlauf 4
Wind: −2,0 m/s
| Platz | Name               | Nation         | Zeit (s) |
| ----- | ------------------ | -------------- | -------- |
| 1     | Wilma van den Berg | Niederlande    | 11,9     |
| 2     | Sylviane Telliez   | Frankreich     | 12,0     |
| 3     | Ludmila Michailowa | Sowjetunion    | 12,2     |
| 4     | Madeleine Cobb     | Großbritannien | 12,2     |
| 5     | Erika Kren         | Österreich     | 12,4     |
| 6     | Gun Olsson         | Schweden       | 12,6     |

## Halbfinale
17. September 1969, 16.40 Uhr
In den beiden Halbfinalläufen qualifizierten sich die jeweils ersten vier Athletinnen – hellblau unterlegt – für das Finale.

### Lauf 1
Wind: −1,3 m/s
| Platz | Name                   | Nation         | Zeit (s) |
| ----- | ---------------------- | -------------- | -------- |
| 1     | Petra Vogt             | DDR            | 11,7     |
| 2     | Anita Neil             | Großbritannien | 11,7     |
| 3     | Sylviane Telliez       | Frankreich     | 11,8     |
| 4     | Regina Höfer           | DDR            | 11,9     |
| 5     | Mirosława Sarna        | Polen          | 12,0     |
| 6     | Nadeschda Besfamilnaja | Sowjetunion    | 12,0     |
| 7     | Ludmila Michailowa     | Sowjetunion    | 12,2     |
| DNS   | Mariana Goth           | Rumänien       |          |

### Lauf 2
Wind: −2,3 m/s
| Platz | Name               | Nation           | Zeit (s) |
| ----- | ------------------ | ---------------- | -------- |
| 1     | Wilma van den Berg | Niederlande      | 11,7     |
| 2     | Karin Balzer       | DDR              | 11,8     |
| 3     | Val Peat           | Großbritannien   | 11,9     |
| 4     | Eva Glesková       | Tschechoslowakei | 11,9     |
| 5     | Else Hadrup        | Dänemark         | 12,0     |
| 6     | Danuta Jędrejek    | Polen            | 12,1     |
| 7     | Galina Mitrochina  | Sowjetunion      | 12,1     |
| DNS   | Madeleine Cobb     | Großbritannien   |          |

## Finale

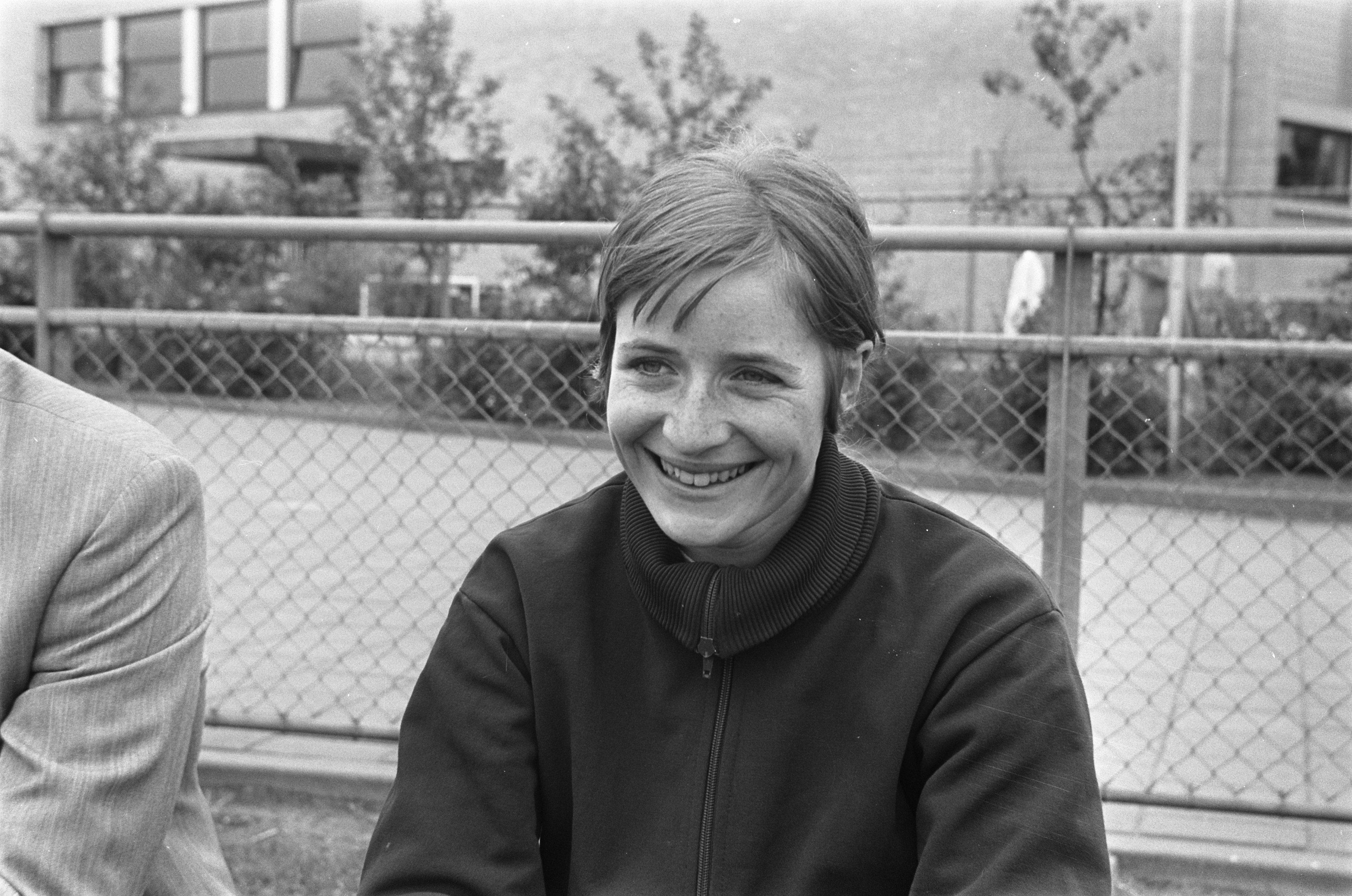
Vizeeuropameisterin Wilma van den Berg, später auch erfolgreich unter ihrem Namen Wilma van Gool
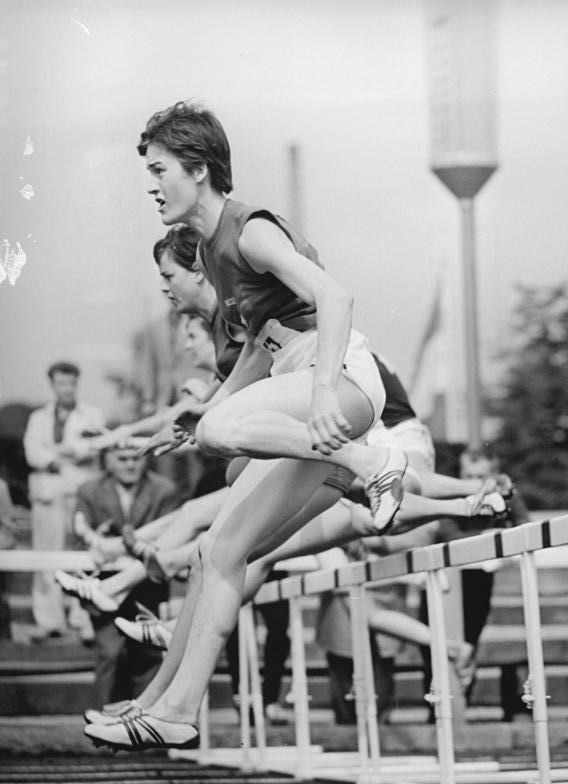
Hürdenspezialistin Karin Balzer – unter anderem Olympiasiegerin 1964 und hier drei Tage später Europameisterin im Hürdensprint – erreichte Platz fünf

17. September 1969, 17.55 Uhr
Wind: −0,4 m/s
| Platz | Name               | Nation           | Offizielle Zeit (s) handgestoppt | Inoffizielle Zeit (s) elektronisch |
| 1     | Petra Vogt         | DDR              | 11,6                             | 11,66                              |
| 2     | Wilma van den Berg | Niederlande      | 11,7                             | 11,74                              |
| 3     | Anita Neil         | Großbritannien   | 11,8                             | 11,81                              |
| 4     | Val Peat           | Großbritannien   | 11,8                             | 11,87                              |
| 5     | Karin Balzer       | DDR              | 11,8                             | 11,88                              |
| 6     | Regina Höfer       | DDR              | 11,8                             | 11,90                              |
| 7     | Eva Glesková       | Tschechoslowakei | 11,8                             | 11,90                              |
| 8     | Sylviane Telliez   | Frankreich       | 11,9                             | 11,92                              |

## Video
- 100m European Championship 1969 Athen, veröffentlicht am 6. Januar 2010 auf youtube.com, abgerufen am 6. Juni 2019
- EUROPEAN ATHLETICS 1969 ATHENS 100 women VOGT, youtube.com, abgerufen am 23. Juli 2022